# Winter (cantora)
Kim Min-jeong (hangul: 김민정; hanja: 金旼炡; rr: Kim Min-jeong; MR: Kim Min-jeong; Busan, Coreia do Sul, 1 de Janeiro de 2001) conhecida profissionalmente como Winter é uma cantora e dançarina sul-coreana. Ela é integrante do girl group sul-coreano Aespa, formado pela SM Entertainment em 17 de novembro de 2020. Ela também é integrante do supergrupo Got the Beat, que estreou em 3 de janeiro de 2022.

## Início de vida
Kim Min-jeong nasceu em 1 de janeiro de 2001, em Nampo-dong, Busan, Coreia do Sul, mas passou a infância em Yangsan, Gyeongsang do Sul. Ela nasceu em uma família militar com seu pai, irmão mais velho e vários parentes, todos militares. Devido a isso, ela inicialmente sonhava em se tornar um soldado.
Ela estudou na Yangsan Samsung Middle School e era uma estudante diligente, com matemática avançada e popular entre os estudantes, o que a levou a ser eleita vice-presidente. Ela aprendeu a tocar vários instrumentos, como piano e guitarra e praticou vários esportes como boliche, kendo, esgrima, basquete e badminton. Ela também estava no clube de dança da escola. Ela frequentava a Yangsan Girls' High School até ser descoberta por um caçador de talentos da SM enquanto se apresentava em um festival de dança em sua escola em 2016. Antes de ser descoberta, ela nunca havia compartilhado suas aspirações de se tornar uma cantora com seus pais, que ficaram surpresos com sua decisão de fazer um teste. Ela compartilhou que durante a audição, ela teve que cantar por mais de três a quatro horas. Ela foi aceita e abandonou o ensino médio para começar imediatamente seu treinamento. Mais tarde, ela fez o exame GED e passou.
Winter foi treinada vocalmente pelos treinadores vocais internos da SM Entertainment, incluindo Yoo Young-jin, que foi produtor de longa data da agência antes de sua saída em 2023. Ela também foi aluna de Waackxxxy, uma dançarina sul-coreana especializada em waacking.

## Carreira

### 2020–presente: Estreia no Aespa, Got The Beat e atividades solo
Winter treinou por quatro anos e, em 2020, foi revelada como a primeira integrante do Aespa, um grupo com conceito de metaverso da SM Entertainment e o primeiro girl group da empresa desde Red Velvet em 2014. Elas estrearam com o single digital "Black Mamba" no dia 17 de novembro. Em 6 de dezembro, Winter participou de uma homenagem a sua colega de gravadora e sênior da SM Entertainment BoA, em comemoração ao seu 20º aniversário, e apresentou um cover de sua canção "ID; Peace B" no Mnet Asian Music Awards de 2020.
Em 2022, a SM Entertainment criou um supergrupo composto por suas artistas femininas como contrapartida de seu supergrupo masculino, SuperM. A primeira unidade do projeto The Girls On Top, Got the Beat, teria 7 membros: Winter e sua colega de grupo Karina, Taeyeon e Hyoyeon do Girls' Generation, Wendy e Seulgi do Red Velvet e BoA. O grupo fez sua estreia no dia de Ano Novo no 2022 SM Town Live Concert com o single "Step Back", que foi lançado oficialmente em 3 de janeiro. Depois de fazer sua estreia no M Countdown, sua fancam individual para "Step Back" se tornou viral e se tornou a fancam de ídolo feminina mais rápida da história a acumular 10 milhões de visualizações, alcançando-a em apenas 25 dias. No mesmo ano, ela lançou um dueto com o colega de grupo Ningning chamado "Once Again" como parte da trilha sonora oficial do drama sul-coreano Our Blues. A canção alcançou a posição 119 na Gaon Digital Chart. Em dezembro, ela participou de duas faixas para o 2022 Winter SM Town: SMCU Palace, "Jet" e "Priority", que contou com a participação de seus colegas de gravadora da SM Entertainment.
Em 2023, ela lançou uma colaboração com Yesung do Super Junior chamada "Floral Sense" para a reedição de seu segundo álbum de estúdio, Sensory Flows. A canção e o videoclipe que a acompanha com Winter foram lançados em 27 de fevereiro. Meses depois, Winter, junto com Im Si-wan, foram nomeados embaixadores do Campeonato Mundial de Tênis de Mesa por Equipes de 2024, que seria realizado em Busan, cidade natal de ambos os cantores. Para promover o evento, Winter e Im Si-wan lançaram a música "Win For You" no dia 21 de setembro como tema oficial do evento. Em novembro, ela lançou uma canção colaborativa com Soyeon do (G)I-dle e Liz do Ive intitulada "Nobody", que foi lançada em 16 de novembro. No mesmo mês, ela foi anunciada para fazer parte da trilha sonora oficial do drama sul-coreano Castaway Diva e lançou a canção "Voyage" no dia 19 de novembro. Winter também foi revelada como parte da programação da trilha sonora oficial do drama sul-coreano My Demon e lançou a canção "With You", no dia 8 de dezembro.
Em 14 de março de 2024, foi anunciado que Winter colaboraria com Bang Yedam em um novo single "Officialmente Cool". O single foi lançado em 2 de abril.

## Endossos
Em 13 de outubro de 2023, ela se tornou embaixadora da marca sul-coreana de cuidados com a pele e cosméticos Mamonde. Em novembro, ela se tornou o rosto da Polo Ralph Lauren na Coreia do Sul. Um mês depois, foi anunciado que ela será embaixadora da marca de cosméticos sul-coreana Espoir, outra marca de propriedade da Amorepacific Corporation depois de Mamonde, e eventualmente se tornou sua embaixadora global. Em 1º de abril de 2024, Winter se tornou a nova modelo da bebida isotônica sul-coreana Toreta.

## Vida pessoal
Sua família vem do clã Gimhae Kim, a 22ª geração do ramo Samhyeonpa, e são Budistas, embora ela tenha declarado que ela mesma não é particularmente religiosa. Em 12 de abril de 2024, a SM Entertainment confirmou que Winter havia sido submetido a uma cirurgia após sofrer um colapso pulmonar.

## Discografia

### Singles
| Título                                                                                    | Ano  | Melhores posições nas paradas | Álbum               |
| Título                                                                                    | Ano  | KOR                           | Álbum               |
| ----------------------------------------------------------------------------------------- | ---- | ----------------------------- | ------------------- |
| "Spark"                                                                                   | 2024 | 100                           | Synk: Parallel Line |
| "—" denota lançamentos que não entraram nas paradas ou não foram lançados naquela região. |      |                               |                     |

### Colaborações
| Título                                                                                    | Ano  | Melhores posições nas paradas | Álbum                            |
| Título                                                                                    | Ano  | COR Down.                     | Álbum                            |
| ----------------------------------------------------------------------------------------- | ---- | ----------------------------- | -------------------------------- |
| "Jet" (com Eunhyuk, Hyoyeon, Taeyong, Jaemin, Sungchan e Giselle)                         | 2022 | 108                           | 2022 Winter SM Town: SMCU Palace |
| "Priority" (com Max Changmin e Taeyeon)                                                   | 2022 | 57                            | 2022 Winter SM Town: SMCU Palace |
| "Floral Sense" (com Yesung)                                                               | 2023 | 62                            | Floral Sense                     |
| "Win for You" (com Im Si-wan)                                                             | 2023 | 185                           | Adicionado à nenhum álbum        |
| "Nobody" (com Soyeon ((G)I-dle) e Liz (Ive))                                              | 2023 | 11                            | Adicionado à nenhum álbum        |
| "Officially Cool" (com Bang Yedam)                                                        | 2024 | 39                            | Adicionado à nenhum álbum        |
| "—" denota lançamentos que não entraram nas paradas ou não foram lançados naquela região. |      |                               |                                  |

### Aparições em trilhas sonoras
| Título                                                                                    | Ano  | Melhores posições nas paradas | Álbum             |
| Título                                                                                    | Ano  | COR                           | Álbum             |
| ----------------------------------------------------------------------------------------- | ---- | ----------------------------- | ----------------- |
| "Once Again" (com Ningning)                                                               | 2022 | 119                           | Our Blues OST     |
| "Voyage" (항해)                                                                           | 2023 | 130                           | Castaway Diva OST |
| "With You"                                                                                | 2023 | —                             | My Demon OST      |
| "—" denota lançamentos que não entraram nas paradas ou não foram lançados naquela região. |      |                               |                   |

### Créditos de composição
Todos os créditos das canções são adaptados do banco de dados da Korea Music Copyright Association, salvo indicação em contrário.
| Ano  | Artista | Canção  | Álbum               | Letrista  | Letrista    | Compositor | Compositor                      | Ref.   |
| Ano  | Artista | Canção  | Álbum               | Creditada | Com         | Creditada  | Com                             | Ref.   |
| ---- | ------- | ------- | ------------------- | --------- | ----------- | ---------- | ------------------------------- | ------ |
| 2024 | Winter  | "Spark" | Synk: Parallel Line | Yes       | Frankie Day | Yes        | R.Tee, Lee Do Hyung (AUG), VACK | [ 42 ] |

## Videografia

### Videoclipes
| Título                                   | Ano          | Diretor(es)  | Ref.         |
| Colaborações                             | Colaborações | Colaborações | Colaborações |
| ---------------------------------------- | ------------ | ------------ | ------------ |
| "Nobody" (com Soyeon e Liz)              | 2023         | Zanybros     | [ 43 ]       |
| "Officially Cool" (com Bang Yedam)       | 2024         | SNP Film     | [ 44 ]       |
| Como artista convidada                   |              |              |              |
| "Floral Sense" (Yesung com part. Winter) | 2023         | Desconhecido | [ 45 ]       |

### Aparições em videoclipes
| Ano  | Título        | Artista | Ref.   |
| ---- | ------------- | ------- | ------ |
| 2021 | "Free to Fly" | Kangta  | [ 46 ] |

## Prêmios e indicações
| Cerimônia                | Ano  | Categoria | Recipiente(s)              | Resultado | Ref. |
| ------------------------ | ---- | --------- | -------------------------- | --------- | ---- |
| Korea First Brand Awards | 2024 | Best OST  | The Moment I First Saw You | Indicado  | —    |